# La Neuville-Roy
La Neuville-Roy là một xã thuộc tỉnh Oise trong vùng Hauts-de-France phía bắc nước Pháp. Xã này nằm ở khu vực có độ cao trung bình 110 mét trên mực nước biển.
Thị trấn có tên cũ là Laneuvilleroy, và đã được đổi tên chính thức thành La Neuville-Roy on 26 tháng 8 năm 2004.